# Sespia
Sespia ("Sespe") es un género extinto de herbívoro terrestre de la familia Merycoidodontidae, subfamilia Merycoidodontinae (conocidos como oreodontes), endémico de América del Norte durante la etapa Whitneyense de las épocas del Oligoceno-Oligoceno tardío (hace 30.8 a 24.8 millones de años) que existió durante unos 30.8-24.8 millones de años.

## Taxonomía
Sespia fue denominado por Schultz y Falkenbach (1968) como un subgénero de Leptauchenia de Stock in 1930; siendo transferido a Cyclopidius por Schlaikjer 1935, Thorpe 1937. Su tipo es Leptauchenia nitida. Fue asignado a Merycoidodontidae por Schultz y Falkenbach (1968) y Lander (1998).

## Morfología

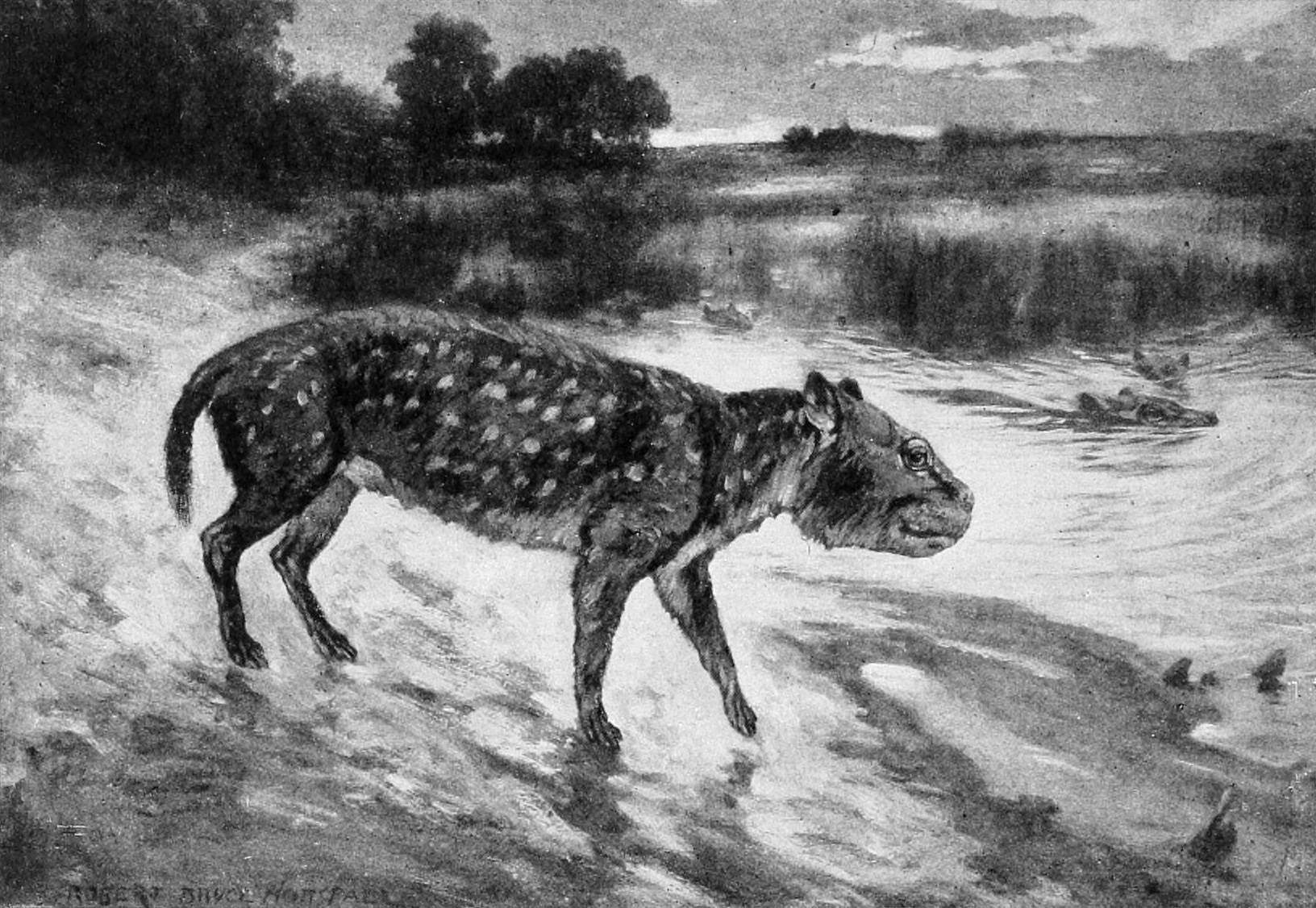
Restauración de S. nitida como un animal semiacuático.

Sespia era un animal con el tamaño entre el de un gato doméstico y el de una cabra, y vivía en zonas desérticas. El género estaba muy emparentado con el Leptauchenia de mayor porte. 
M. Mendoza examinó un único ejemplar para determinar su porte y estimó que debe haber tenido un peso de unos 4.65 kg.

## Especies
S. californica, S. heterodon, S. nitida (syn. Leptauchenia minora, S. marianae), S. ultima (syn. Megasespia middleswarti).

## Géneros hermanos
Limnenetes (ancestral), Leptauchenia (syn. Brachymeryx, Cyclopidius, Hadroleptauchenia, Pithecistes, Pseudocyclopidius)